# Le Renouard
Le Renouard – miejscowość i gmina we Francji, w regionie Normandia, w departamencie Orne.
Według danych na rok 1990 gminę zamieszkiwały 182 osoby, a gęstość zaludnienia wynosiła 13 osób/km² (wśród 1815 gmin Dolnej Normandii Le Renouard plasuje się na 704. miejscu pod względem liczby ludności, natomiast pod względem powierzchni na miejscu 277.).